# 歡慶勝利的日子裏有胡伯伯
歡慶勝利的日子裏有胡伯伯（越南语：／）是越南音樂家范宣創作的一首歌曲，在越南有着很高的知名度。

## 歌名
由歌曲作者命名的正式歌名應該是“Như có Bác trong ngày đại thắng”，但是人們常常把這首歌曲稱爲“Như có Bác Hồ trong ngày vui đại thắng”，雖然實際上這是這首歌曲的首句歌詞。“Bác Hồ”是胡志明的昵稱，意爲“胡伯伯”。

## 歌词
| 越南语 | 汉喃文 |
| ------ | ------ |
|        |        |

## 創作背景
1975年4月初，范宣被越南之聲總監督陳林委託創作一部大作，以慶祝即將到來的4月30日勝利日。起初，范宣籌備創作一組包括“北方鐵壁、南方銅牆、進攻和奮起、全勝”四个部分的大合唱。最終范宣沒有選擇創作這個合唱。
1975年4月28日晚，在聽到了新山一機場被飛行員阮成忠轟炸的新聞後，范宣在21時30分到23時不到兩個小時的時間內，創作了這首《歡慶勝利的日子裏有胡伯伯》。

## 歌曲影响
這首歌旋律簡單、親切，歌詞短小精悍，標題和歌詞不到60字，因而在越南廣爲流傳，在越南的節日、重大紀念日或越南足球隊獲勝時演唱。
這首歌也跨過了越南的國界，在俄羅斯、德國、古巴和中國等許多國家傳播開來。
在戰爭結束一周年之際，武元甲大將在《人民報》上發表的一篇文章以該歌曲題目爲標題，強調了這一偉大勝利的意義。